# ناحیه بور اوئک، میشیگان
ناحیه بور اوئک (به انگلیسی: Burr Oak Township) یک منطقهٔ مسکونی در ایالات متحده آمریکا است که در شهرستان سنت ژوزف، میشیگان واقع شده‌است.
 ناحیه بور اوئک ۹۳٫۴ کیلومتر مربع مساحت و ۲٬۷۳۹ نفر جمعیت دارد و ۲۶۴ متر بالاتر از سطح دریا واقع شده‌است.